# Annales du service des antiquités de l'Égypte (numéros 1 à 10)
Les Annales du service des antiquités de l'Égypte sont publiées par le Conseil suprême des Antiquités égyptiennes (CSA).
NB : cliquer par onglet ci-dessous, pour accéder aux titres des sujets développés dans chaque numéro de la série correspondante.
| nos 1 à 10 | nos 11 à 20 | nos 21 à 30 | nos 31 à 40 | nos 41 à 50 | nos 51 à 60 | nos 61 à 70 | nos 71 à 80 |

| Numéro 1 1900 | Numéro 2 1902 | Numéro 3 1902 | Numéro 4 1903 | Numéro 5 1904 | Numéro 6 1905 | Numéro 7 1906 | Numéro 8 1907 | Numéro 9 1908 | Numéro 10 1910 |

## Numéro 1, paru en 1900
| Pages     | Auteur(s)                                                                                  | Titre | Texte sur Gallica |
| --------- | ------------------------------------------------------------------------------------------ | --- | ----------------- |
| 1 - 2     | Gaston Maspero                                                                             | Avertissement | ✔️                |
| 3 - 14    | Georges Legrain                                                                            | Notes archéologiques prises au Gebel Abou Fodah | ✔️                |
| 15 - 16   | Georges Legrain                                                                            | Un autographe de Champollion à Beni Hassan | ✔️                |
| 17 - 43   | Georges Daressy                                                                            | Fouilles de Deir el Bircheh (novembre-décembre 1897) | ✔️                |
| 44 - 47   | Georges Daressy                                                                            | Rapport sur El-Yaouta (Fayoum) | ✔️                |
| 48 - 63   | Victor Loret                                                                               | Les livres III et IV (animaux et végétaux) de la Scala Magna de Schams ar-Riâsah | ✔️                |
| 65 - 72   | Georges Legrain                                                                            | Notes sur la nécropole de Meir | ✔️                |
| 73 - 78   | Georges Legrain                                                                            | Renseignement sur Tounah et notes sur l’emplacement probable de Tebti ou Tanis superior et de sa nécropole | ✔️                |
| 79 - 90   | Georges Daressy                                                                            | Une ancienne liste des décans égyptiens | ✔️                |
| 91 - 96   | Georges Daressy                                                                            | Le nilomètre de Kom el Gizeh | ✔️                |
| 97 - 108  | Georges Daressy                                                                            | La chapelle d’Uazmès | ✔️                |
| 109 - 119 | Mohammed Effendi Chabân et Gaston Maspero                                                  | Les fouilles Deir el-Aizâm | ✔️                |
| 121 - 140 | M. Anis, Georges Legrain, G. Lyons, Gaston Maspero, Ch. Nicour, Alf. Perry et Ismaîl Serry | Rapports sur l’écroulement de onze colonnes dans la salle hypostyle du grand temple d’Amon à Karnak, le 3 octobre 1899 • I Rapport de M. Georges Legrain • II Rapport de la commission                                                                             | ✔️                |
| 141 - 148 | Georges Daressy                                                                            | Les sépultures des prêtres d'Amon à Deir el-Bahari | ✔️                |
| 149 - 190 | Alexandre Barsanti et Gaston Maspero                                                       | Fouilles autour de la pyramide d'Ounas (1899-1900) | ✔️                |
| 191       | Howard Carter                                                                              | Rapport sur une découverte à Louxor | ✔️                |
| 192       | W. Northampton                                                                             | Extrait d'une lettre du marquis de Northampton (Fouilles à Kom el-Ahmar) | ✔️                |
| 193 - 210 | F. Ehrlich, Georges Legrain et Gaston Maspero                                              | Rapport de M. Legrain sur les travaux exécutés à Karnak pour le démontage des colonnes de la salle hypostyle (10 décembre 1899 - 23 mai 1900). Rapport de M. Ehrlich sur les travaux exécutés à Karnak pour la consolidation du pylône ouest de la salle hypostyle | ✔️                |
| 211 - 214 | Ludwig Borchardt                                                                           | Die Pyramide von Silah auszug aus einem Berichte | ✔️                |
| 215 - 229 | Victor Loret                                                                               | Les livres III et IV (animaux et végétaux) de la Scala Magna de Schams ar-Riâsah (suite et fin). Index copte et arabe | ✔️                |
| 230 - 285 | Alexandre Barsanti et Gaston Maspero                                                       | Fouilles autour de la pyramide d’Ounas (1899-1900) (suite) | ✔️                |
| 286       | Alfred Lucas                                                                               | Analysis of One the Crowns Found at Dahshour | ✔️                |
| 287 - 288 | Alfred Lucas                                                                               | Analysis of Bronze and Copper Objects | ✔️                |

## Numéro 2, paru en 1902
| Pages     | Auteur(s) | Titre | Texte sur Gallica |
| --------- | --- | --- | ----------------- |
| 1 - 13    | Georges Daressy | Rapport sur la trouvaille de | ✔️                |
| 14 - 43   | Ahmed bey Kamāl | Fouilles à Deir-el-Barsheh (mars-avril 1900) | ✔️                |
| 44 - 83   | Georges Foucart | Extraits des rapports adressés pendant une inspection de la Basse-Égypte en 1893-1894 | ✔️                |
| 84 - 91   | Ahmed bey Kamāl | Description générale des ruines de Hibé, de son temple et de sa nécropole | ✔️                |
| 92 - 94   | Alexandre Barsanti                                                                                                   | Ouverture de la pyramide de Zaouiet el-Aryân | ✔️                |
| 95 - 96   | Ahmed bey Kamāl | Une nouvelle table d’offrandes de Séti Ier | ✔️                |
| 97 - 111  | Alexandre Barsanti et Gaston Maspero                                                                                 | Fouilles autour de la pyramide d’Ounas (1900-1901) | ✔️                |
| 112 - 125 | C. Brunet de Presle, Edme Jomard, Charles Lenormant, Adrien Prévost de Longpérier, Gaston Maspero, Emmanuel de Rougé | Instructions données par l’Académie des inscriptions et belles-lettres en sa séance du vendredi 7 octobre 1859, à Auguste Mariette sur les principales recherches à exécuter en Égypte dans l’intérêt de l’Histoire et de l’Archéologie | ✔️                |
| 126 - 128 | Ahmed bey Kamāl | Rapport sur une statue recueillie à Kom el-Shataîn dans le Gharbieh | ✔️                |
| 129 - 130 | Ahmed bey Kamāl | Note sur un fragment de naos | ✔️                |
| 131 - 132 | James Edward Quibell                                                                                                 | Flint Dagger from Gebelein | ✔️                |
| 133 - 136 | Georges Daressy | Trois points inexplorés de la nécropole thébaine | ✔️                |
| 137 - 140 | Mohammed Effendi Chabân                                                                                              | Un tombeau de la XIXe dynastie à El-Khawaled | ✔️                |
| 141 - 143 | James Edward Quibell                                                                                                 | A Tomb at Hawaret el Gurob | ✔️                |
| 144 - 145 | Howard Carter et Gaston Maspero                                                                                      | Report on Tomb-Pit Opened on the 26th January 1901, in the Valley of the Tombs of the Kings between no 4 and no 28 | ✔️                |
| 146 - 153 | J.H. Insinger, Gaston Maspero, A. Naguib                                                                             | Sur l’existence d’un temple mystérieux dans le désert à l’ouest du Saïd | ✔️                |
| 154 - 156 | Georges Daressy | Le temple de Hibeh | ✔️                |
| 157 - 163 | P. Berthelot et Gaston Maspero                                                                                       | Sur l’or égyptien | ✔️                |
| 164 - 181 | Barois, F. Ehrlich, Georges Legrain, Alfred Lucas, Gaston Maspero et Verschoyle                                      | Documents relatifs à la salle hypostyle de Karnak (1899-1901) | ✔️                |
| 182 - 184 | X. de Gorostarzu | Lettre sur deux tombeaux de crocodiles découverts au Fayoum | ✔️                |
| 185 - 190 | Gaston Maspero et C. Nicour                                                                                          | Renseignements sur les parages de l’ancienne Bérénice | ✔️                |
| 191       | A. Botti | L’inscription d’Abou Mandour | ✔️                |
| 192       | Gaston Maspero | Un cercueil du Fayoum | ✔️                |
| 193 - 195 | Howard Carter | Report on Work Done at the Ramesseum during the Years 1900-1901 | ✔️                |
| 196 - 200 | Howard Carter | Report upon the Tomb of Sen-Nefer Found at Biban el-Molouk near that of Thotmes III no 34 | ✔️                |
| 201 - 205 | Howard Carter et Gaston Maspero                                                                                      | Report on the Tomb of Mentuhotep Ist at Deir el-Bahari, Known as Bab el-Hoçan | ✔️                |
| 206 - 222 | Ahmed bey Kamāl | Rapport sur les fouilles exécutées à Deir-el-Barshé, en janvier, février, mars 1901 | ✔️                |
| 223 - 229 | Georges Legrain | Mémoire sur la porte située au sud de l’avant-sanctuaire à Karnak et sur son arche fortuite | ✔️                |
| 230 - 239 | Georges Daressy | Rapport sur des fouilles à Sa el-Hagar | ✔️                |
| 240 - 243 | Georges Daressy | Rapport sur la découverte d’une grande cuve à Mit Rahineh | ✔️                |
| 244 - 257 | Alexandre Barsanti et Gaston Maspero                                                                                 | Rapports de M. Alexandre Barsanti sur les déblaiements opérés autour de la pyramide d’Ounas pendant les années 1899-1901 | ✔️                |
| 258 - 264 | Georges Foucart | Extraits des rapports adressés pendant une inspection de la Basse-Égypte en 1893-1894. Quatorzième rapport | ✔️                |
| 265 - 280 | Georges Legrain | Rapport sur les travaux exécutés à Karnak du 25 septembre au 31 octobre 1901 | ✔️                |
| 281 - 284 | Gaston Maspero | Notes sur le rapport de M. Legrain | ✔️                |
| 285 - 286 | Gaston Maspero | Une nouvelle inscription grecque de Memphis | ✔️                |

## Numéro 3, paru en 1902
| Pages     | Auteur(s)                                                                    | Titre | Texte sur Gallica |
| --------- | ---------------------------------------------------------------------------- | --- | ----------------- |
| 1 - 6     | Gaston Maspero                                                               | Fouilles autour de la pyramide d’Ounas (1900-1901). • IX, Sur les bijoux d’époque saïte trouvés à Sakkarah                                                                                       | ✔️                |
| 7 - 14    | Ahmed bey Kamāl                                                              | Tel Far’on (Bouto) | ✔️                |
| 15 - 21   | Claude Gaillard, Ch. Hugounenq et Louis Charles Émile Lortet                 | Recherches sur les momies d’animaux de l’ancienne Égypte. • I, Sur les poissons momifiés. • II, Sur les oiseaux momifiés                                                                         | ✔️                |
| 22 - 31   | Georges Daressy                                                              | Le temple de Mit Rahineh | ✔️                |
| 32 - 37   | Ahmed bey Kamāl                                                              | Exploration dans la province de Siout. • I, Quarieh, Aghani, Qotna. • II, El-Hosh. • III, Zawieh                                                                                                 | ✔️                |
| 38 - 66   | Georges Legrain                                                              | Le temple de Ptah Rîs-anbou-f dans Thèbes | ✔️                |
| 67 - 76   | George Fraser                                                                | The Early Tombs at Tehneh | ✔️                |
| 77 - 79   | A. Robert                                                                    | Sur quelques graffites grecs découverts au sommet de la pyramide de Meidoum | ✔️                |
| 80 - 84   | Ahmed bey Kamāl                                                              | Rapport sur la nécropole d’Arabe-el-Borg | ✔️                |
| 85 - 88   | James Edward Quibell                                                         | Kom Ishgau | ✔️                |
| 89 - 91   | Wilhelm Spiegelberg                                                          | Die demotischen Inschriften in der Krypta des Osiristempels in Karnak | ✔️                |
| 92 - 93   | Ahmed bey Kamāl                                                              | Sur un monument d’Amasis qui se trouve à Boulaq | ✔️                |
| 94 - 95   | Gaston Maspero                                                               | Sur trois statues du premier empire thébain | ✔️                |
| 96        | Gaston Maspero                                                               | Sur un fragment de statue portant une inscription non-égyptienne | ✔️                |
| 97 - 114  | Georges Legrain                                                              | Le temple de Ptah Rîs-anbou-f dans Thèbes (suite) | ✔️                |
| 115 - 121 | Friedrich Wilhelm von Bissing, Howard Carter, Pierre Lacau et Gaston Maspero | Report on the Robbery of the Tomb of the Amenothes II, Biban el Moluk. • I.-II., Procès-verbal d’examen du corps du pharaon Aménothès II                                                         | ✔️                |
| 122 - 130 | George Fraser                                                                | The Early Tombs at Tehneh (suite) | ✔️                |
| 131 - 138 | Gaston Maspero                                                               | Sur le sens de certains tableaux qui décorent la tombe de Noukankhou | ✔️                |
| 139 - 150 | Georges Daressy                                                              | Une trouvaille de bronzes à Mit Rahineh | ✔️                |
| 151 - 154 | Georges Daressy                                                              | Procès-verbal d’ouverture de la momie n° 29707 | ✔️                |
| 155 - 157 | Georges Daressy                                                              | Inscriptions sur les objets accompagnant la momie de Ta-du-Maut | ✔️                |
| 158 - 159 | Georges Daressy                                                              | Inscriptions d’un cercueil ptolémaïque trouvé près des grandes pyramides | ✔️                |
| 160 - 180 | Georges Daressy                                                              | Tombeau ptolémaïque à Atfieh | ✔️                |
| 181       | Gaston Maspero                                                               | La statue de Khonsou | ✔️                |
| 182 - 190 | Alexandre Barsanti et Gaston Maspero                                         | Fouilles autour de la pyramide d’Ounas (1901-1902). • X, Rapport. • XI, Note sur les objets recueillis sous la pyramide d’Ounas                                                                  | ✔️                |
| 191 - 192 | Sobhi J. Arif                                                                | Rapport sur une tombe récemment découverte au Fayoum | ✔️                |
| 193 - 197 | État Major Égyptien                                                          | Les stations anciennes entre Coptos et Bérénice d’après les relevés faits en 1873 | ✔️                |
| 198 - 205 | Alexandre Barsanti                                                           | Rapport sur la fouille de Dahchour. • I, Mastaba d'Aï-Nefer. • II, Mastaba de Kars. • III, Mastaba de Kem-Kadu. • IV, Mastaba de Nefer-Maât. • V, Mastaba de Nefer-Maât II. • VI, Mastaba divers | ✔️                |
| 206 - 208 | Gaston Maspero                                                               | Note sur le pyramidion d’Amenemhaît III à Dahchour | ✔️                |
| 209 - 212 | Alexandre Barsanti et Gaston Maspero                                         | Sur la découverte du puits d’Ouazhorou à Sakkarah | ✔️                |
| 213 - 214 | A. Naguib                                                                    | Sur un fragment de statue de Séti II trouvé à Atfih | ✔️                |
| 215 - 235 | Ahmed bey Kamāl                                                              | Le pylône de Qous | ✔️                |
| 236 - 239 | Georges Daressy                                                              | Grand vase en pierre avec graduations | ✔️                |
| 240 - 242 | James Edward Quibell                                                         | Statue and Steles Given by Professor Sayce to the Museum | ✔️                |
| 243 - 244 | Ahmed bey Kamāl                                                              | Stèle d’Acoris, deuxième roi de la XXIXe dynastie | ✔️                |
| 245 - 249 | James Edward Quibell                                                         | Note on a Tomb Found al Tell er Robâ | ✔️                |
| 250 - 258 | Mohammed Effendi Chabân et James Edward Quibell                              | Sur une nécropole de la VIe dynastie, à Koçeir el-Amarna. • I, Rapport de Mohammed effendi Chabân. • II, Rapport de J.E. Quibell                                                                 | ✔️                |
| 259 - 268 | Georges Legrain                                                              | Notes d’inspection. • I, Les stèles d'Amenôthès IV à Zernik et à Gebel Silsileh. • II, Un monument du Moyen Empire à Edfou.                                                                      | ✔️                |
| 269 - 275 | Edmond Gain                                                                  | Études sur les blés de momie. • I, Sur les embryons du blé et de l'orge pharaoniques. • II, Sur le vieillissement de l'embryon des graminées                                                     | ✔️                |
| 276 - 282 | Ahmed bey Kamāl                                                              | Fouilles à Deir-el-Barché exécutées dans les six premiers mois de l’année par M. Antonini de Mallawi                                                                                             | ✔️                |
| 283 - 285 | Gaston Maspero                                                               | Un cercueil de chien et un hypocéphale en terre cuite | ✔️                |
| 286       | William Matthew Flinders Petrie                                              | The Towns of Uazit | ✔️                |

## Numéro 4, paru en 1903
| Pages     | Auteur(s)                                      | Titre | Texte sur Gallica |
| --------- | ---------------------------------------------- | --- | ----------------- |
| 1 - 40    | Georges Legrain                                | Second rapport sur les travaux exécutés à Karnak du 31 octobre 1901 au 15 mai 1902. • I, Annotations au rapport précédent. • II, Recherches au-dessous du niveau du temple de la XVIIIe dynastie. • III, Fouilles à la face sud du VIIIe pylône. • IV, Remarques sur le niveau des terres et du Nil à l'époque pharaonique. • V, Travaux de consolidation au temple de Ramsès III et dans la Salle Hypostyle. • VI, Imputation des dépenses faites à Karnak | ✔️                |
| 41 - 42   | Georges Legrain                                | Le mammisi d’Edfou | ✔️                |
| 43 - 50   | Howard Carter                                  | Report on general work done in the southern inspectorate • I, Biban el-Molouk • II, Drah Abou'l Neggeh. • III, Sheikh Abd el Goornah. • IV, Palace of Medinet-Habu. • V, Kouft | ✔️                |
| 51 - 73   | Lady William Cecil                             | Report on the Work Done at Aswân. • I, Tombs Situated to the South of Gebel Goubbat el Hawa. • II, Tombs Situated to the North and North-West of Goubbat el Hawa. • III, Tombs on the Eastern Side of Goubbat el Hawa, on a Line with Grenfell's Tombs. • IV, Tombs on the North-Eastern Slope of the Gebel Goubbat el Hawa, just above the Ruined Coptic Convent of St-George                                                                              | ✔️                |
| 74 - 75   | Georges Daressy                                | Observations prises sur la momie de Maherpra | ✔️                |
| 76 - 82   | Georges Daressy                                | Tombe de Hor-Kheb à Saqqarah | ✔️                |
| 83 - 84   | A. Naguib                                      | Rapport sur une statue de tigresse ou de lionne trouvée à Oussim | ✔️                |
| 85 - 90   | Ahmed bey Kamāl                                | Fouilles à Gebel-el-Teyr | ✔️                |
| 91 - 94   | Ahmed bey Kamāl                                | Quelques fragments provenant d’Ouasim | ✔️                |
| 95 - 96   | Ahmed bey Kamāl                                | Un tombeau à Zeitoun | ✔️                |
| 97 - 100  | P. E. Newberry                                 | A Sixth Dynasty Tomb at Thebes | ✔️                |
| 101 - 109 | Georges Daressy                                | Inscriptions hiéroglyphiques trouvées dans Le Caire | ✔️                |
| 110 - 115 | Georges Daressy et G. Edwin Smith              | Notes sur la momie de Thoutmôsis IV. • I, Procès-verbal d’ouverture. • II, Report on the Physical Characters | ✔️                |
| 116 - 119 | Georges Daressy                                | Un cercueil de Hibeh | ✔️                |
| 120 - 121 | Georges Daressy                                | Un sarcophage de Gaou | ✔️                |
| 122 - 123 | Georges Daressy                                | Un modèle du signe « ms » | ✔️                |
| 124 - 125 | Georges Daressy                                | Statuette grotesque égyptienne | ✔️                |
| 126 - 132 | Georges Legrain                                | La grande stèle d’Amenôthès II à Karnak | ✔️                |
| 133 - 135 | Georges Legrain                                | Achats à Louqsor | ✔️                |
| 136 - 137 | Georges Legrain                                | Logogriphes hiéroglyphiques | ✔️                |
| 138 - 149 | Georges Legrain                                | Fragments de canopes | ✔️                |
| 150 - 160 | Georges Daressy et G. Edwin Smith              | Ouverture des momies provenant de la seconde trouvaille de Deir el-Bahari. • I, Procès-verbaux d'ouverture. • II, Report on the Four Mummies | ✔️                |
| 161 - 164 | Gaston Maspero                                 | Sur une stèle copte donnée par M. le Capitaine Lyons au musée du Caire | ✔️                |
| 165 - 170 | Georges Daressy                                | Le palais d’Aménophis III et le Birket Habou | ✔️                |
| 171 - 180 | Howard Carter et Gaston Maspero                | Report of Work Done in Upper Egypt (1902-1903). • I, Edfou Temple. • II, Kom Ombo. • III, Excavations. • IV, Stela of Taharka | ✔️                |
| 181 - 186 | Georges Legrain et Gaston Maspero              | Notice sur le temple d’Osiris Neb-Djeto | ✔️                |
| 187 - 189 | Hippolyte Ducros                               | Note sur du bois et du charbon trouvés au VIIe pylône | ✔️                |
| 190 - 192 | A. Colson                                      | Sur la fabrication de certains outils métalliques chez les Égyptiens | ✔️                |
| 193 - 226 | Georges Legrain                                | Notes d’inspection. • III, La chapelle de Senmaout à Gebel Silsileh. • IV, Sur l'architecte Aménôthès qui vécut sous Aménôthès III. • V, Sur Maïa qui vécut sous le règne d'Harmhabi. • VI, La nécropole archaïque du Gebel Silsileh. • VII, Le Shatt er Rigal (Sabah Rigaleh). • VIII, Sur Sebektitiou. • IX, Sur une Ouabit en albâtre. • X, Sur un fragment d'obélisque                                                                                  | ✔️                |
| 227 - 231 | Gustave Lefebvre                               | Sarcophages égyptiens trouvés dans une nécropole gréco-romaine, à Tehneh | ✔️                |
| 232 - 241 | Ahmed bey Kamāl                                | Fouilles à Tehneh | ✔️                |
| 242 - 243 | J. K. Crow                                     | Report on Samples of Colours Scraped from the Monuments | ✔️                |
| 244 - 267 | Alexandre Barsanti, A. Lucas et Gaston Maspero | La protection de Philæ pendant l’hiver de 1902 et l’été de 1903 | ✔️                |
| 268 - 280 | G. Schweinfurth                                | Die Wiederaufnahme des alten Goldminen-Betriebs in Aegypten und Nubien | ✔️                |
| 281 - 285 | Georges Daressy                                | Rapport sur Kom el-Hisn | ✔️                |

## Numéro 5, paru en 1904
| Pages     | Auteur(s)                                                                               | Titre | Texte sur Gallica |
| --------- | --------------------------------------------------------------------------------------- | --- | ----------------- |
| 1 - 43    | Georges Legrain                                                                         | Rapport sur les travaux exécutés à Karnak du 31 octobre 1902 au 15 mai 1903. • I, Travaux dans la salle hypostyle. • II, Recherches à la face sud du VIIe pylône. • III, Dégagement de l'allée centrale du grand temple d'Amon. • IV, Découvertes. • V, Route de Louqsor à Karnak | ✔️                |
| 44 - 53   | S. J. Arif                                                                              | Rapport sur deux ans passés à l’inspectorat de Fayoum et de Benisouef | ✔️                |
| 54 - 68   | Chélu, Ahmed Fakhry, de Laboulinière, Auguste-Édouard Mariette, Gaston Maspero et Péron | Cérémonie d’inauguration du monument élevé par les soins du gouvernement égyptien à Mariette Pacha | ✔️                |
| 69 - 83   | Hikaoumsaf                                                                              | Rapport sur la découverte. XIII, Les inscriptions du tombeau de Hikoumsaouf | ✔️                |
| 84 - 92   | Gaston Maspero                                                                          | Deux monuments de la princesse Ankhnasnofiribrî | ✔️                |
| 93        | Georges Daressy                                                                         | Note sur un fragment de stèle d’Abydos | ✔️                |
| 94 - 96   | Georges Daressy                                                                         | Une statue d’Aba | ✔️                |
| 97 - 104  | R. Mond                                                                                 | Report on Work Done in the Gebel Esh-Sheikh Abd-el-Kurneh at Thebes, January to March 1903. • 1, The Tomb of Ken-Amen. • 2, The Tomb of Rames. • 3, The Tomb of Sen-Nefer. • 4, The Tomb of Sen-Nefera. • 5, The Tomb of Menna. • 6, The Tomb of Huy                              | ✔️                |
| 105 - 109 | George Andrew Reisner                                                                   | Work of the Expedition of the University of California at Naga-ed-Der | ✔️                |
| 110 - 112 | Friedrich Wilhelm von Bissing                                                           | À propos de Beni-Hassan, II, Plate XVI | ✔️                |
| 113 - 128 | Georges Daressy                                                                         | Inscriptions hiéroglyphiques du Musée d’Alexandrie | ✔️                |
| 129 - 130 | Georges Daressy                                                                         | Rapport sur Kom el-Abq'ain | ✔️                |
| 131 - 132 | Georges Legrain                                                                         | La princesse Mirit-Tafnouit | ✔️                |
| 133 - 141 | Georges Legrain                                                                         | Notes d’inspection, • XI, Un nom royal à classer. • XII, Statuette d'un Mentouhotep. • XIII, Monument votif à Montouhotou II. • XIV, Sur Mahouhi, premier prophète d'Amon. • XV, Seconde note sur des fragments de canopes                                                        | ✔️                |
| 142 - 143 | A. Daninos                                                                              | Note sur les fouilles de Metrahyneh | ✔️                |
| 144       | William Matthew Flinders Petrie                                                         | The Inscriptions of Sabah Rigaleh | ✔️                |
| 145 - 186 | H. W. Seton-Karr                                                                        | Fayoûm Flint Implements» | ✔️                |
| 187 - 192 | G. Schweinfurth                                                                         | Der Taumellolch (Lolium Temulentum L.) in altaegyptischen Græbern | ✔️                |
| 193 -200  | Ahmed bey Kamāl                                                                         | Fragments de monuments provenant du Delta | ✔️                |
| 201 - 202 | Gaston Maspero                                                                          | Sur une figure de gerboise en bronze du Musée du Caire | ✔️                |
| 203 - 214 | Alexandre Barsanti et Gaston Maspero                                                    | Transport des gros monuments de Sân au Musée du Caire | ✔️                |
| 215 - 228 | J. Garstang                                                                             | Excavations at Beni Hasan (1902-1903-1904) | ✔️                |
| 229 - 249 | Pierre Lacau                                                                            | Note sur les textes religieux contenus dans les sarcophages de M. Garstang. • I, Sarcophage de . • II, Sarcophage de . • III, Sarcophage de . • IV, Sarcophage de | ✔️                |
| 250 - 264 | Alexandre Barsanti, Howard Carter, R. Fourtau et Gaston Maspero                         | Deuxième rapport sur la défense de Philæ | ✔️                |
| 265 - 280 | Georges Legrain                                                                         | Rapport sur les travaux exécutés à Karnak du 28 septembre 1903 au 6 juillet 1904. • I, Les infiltrations. • II, Travaux de la salle hypostyle. • III, Vols d'antiquités | ✔️                |
| 281 - 284 | Georges Legrain                                                                         | Notes d’inspection, • XVI, Le protocole royal d'Osorkon II. • XVII, Un texte indédit de la reine Hatshopsitou | ✔️                |

## Numéro 6, paru en 1905
| Pages     | Auteur(s)                                 | Titre | Texte sur Gallica |
| --------- | ----------------------------------------- | --- | ----------------- |
| 1 - 8     | R. Fourtau                                | Notes sur la navigation dans la cataracte d’Assouan aux différentes époques de l’Empire égyptien | ✔️                |
| 9 - 64    | G. Schweinfurth                           | Recherches sur l’âge de la pierre dans la Haute-Égypte | ✔️                |
| 65 - 96   | R. Mond                                   | Report of Work in the Necropolis of Thebes during the Winter of 1903-1904 | ✔️                |
| 97 - 98   | Georges Daressy                           | Une représentation de cavalier égyptien | ✔️                |
| 99 - 106  | Georges Daressy                           | Un édifice archaïque à Nezlet Batran | ✔️                |
| 107 - 111 | A. Mallon                                 | Nouvelle inscription copte de Philæ | ✔️                |
| 112 - 129 | Howard Carter et Georges Legrain          | Report of Work Done in Upper Egypt (1903-1904). • I, Tomb of Seti I. • II, Tomb of Merenptah. • III, Tomb of Queen Hatshepsu. • IV, Tomb of Seti II. • VI, Tombs of Queens. • VII, Deir el-Bahari. • VIII, Sheikh Abd-el-Goorneh. • IX, Medinet Habou. • X, Kouft. • XI, Negadeh. • XII, Gobbet-el-Howa (Aswan)                         | ✔️                |
| 130 - 140 | Georges Legrain                           | Notes d’inspection, • XVIII, Le roi Ouga-f. • XIX, Le temple d'Osiris Pameres. . • XX. Sur le roi . • XXI, Le premier prophète d'Amon . • XXII, Le roi Soutekh-ka-rî ou Sit-ka-rî . • XXIII, Un scarabée à double nom royal. • XXIV, Sur la princesse Mirit Tafnouït. • XXV, Le cartouche Ahmosnofirtiti. • XXVI, Un signe nouveau pour | ✔️                |
| 141 - 158 | L. Barry et Gustave Lefebvre              | Rapport sur les fouilles exécutées à Tehnéh en 1903-1904 | ✔️                |
| 159 - 167 | A. H. Sayce                               | Excavations at Ed-Dêr | ✔️                |
| 168 - 175 | S. J. Arif                                | Rapport sur deux ans passés au district Minieh-Assiout | ✔️                |
| 176 - 184 | H. W. Seton-Karr                          | How the Tomb Galleries at Thebes were Cut and the Limestone Quarried at the Prehistoric Flint-Mines of the E. Desert ? | ✔️                |
| 185 - 187 | H. W. Seton-Karr                          | Discovery of a Neolithic Settlement in the W. Desert N. of the Fayoum | ✔️                |
| 188 - 191 | Gustave Lefebvre                          | Notes épigraphiques | ✔️                |
| 192       | Georges Legrain                           | Notes d’inspection, • XXVII. Le protocole de Toutankhamon | ✔️                |
| 193 - 218 | D. Covington                              | Mastaba Mount Excavations. Gizeh, Tomb n°1 | ✔️                |
| 219 - 233 | Wilhelm Spiegelberg                       | Die demotischen Inschriften der Steinbrüche von Turra und Ma’sara | ✔️                |
| 234 - 238 | Georges Daressy                           | Une barrière mobile | ✔️                |
| 239 - 272 | Somers Clarke, F. W. Green et A. H. Sayce | Report on Certain Excavations Made at El-Kab during the Years 1901, 1902, 1903, 1904 | ✔️                |
| 273 - 283 | Lady William Cecil                        | Report of Work Done at Aswan during the First Months of 1904. • I, Tombs on the North-Eastern Slope of the Gebel Qoubet-el-Hawa above the Coptic Convent of Saint-George. • II, Tombs on the Eastern Side of the Gebel Qoubet-el-Hawa South of the "Grenfell Tombs"                                                                     | ✔️                |
| 284 - 285 | Georges Legrain                           | Notes d’inspection, • XXVIII, Le protocole royal de Sobkoumsaouf Ier. • XXIX, Sur le roi Sankhkere | ✔️                |

## Numéro 7, paru en 1906
| Pages     | Auteur(s)                                  | Titre | Texte sur Gallica |
| --------- | ------------------------------------------ | --- | ----------------- |
| 1 - 3     | T. Boulos                                  | Report on Excavation at Nag el-Kelebat |                   |
| 4 - 7     | Alfred Lucas                               | Ancient Egyptian Mortars |                   |
| 8 - 10    | James Edward Quibell                       | Report on Work Done in Upper Egypt during the Winter 1904-1905 |                   |
| 11 - 12   | Arthur Weigall                             | Report on the Suffocation of Five Persons in a Tomb at Gurneh on November 10th-11th 1905 |                   |
| 13 - 15   | W. G. Kemp                                 | Letter to the Director-General of Antiquities on Ruins Found at n°3 Station on the Suez Road |                   |
| 16        | Émile Charles Albert Brugsch               | Sur deux trouvailles de culots d’argent provenant de Mit-Rahineh |                   |
| 17 - 18   | Mohammed Effendi Chabân                    | Sur le tombeau romain de Tell el-Sabakha |                   |
| 19 - 26   | Hippolyte Ducros                           | Étude et analyse d’une roche trouvée à Karnak (1903-1905) |                   |
| 27 - 32   | Hippolyte Ducros                           | Note sur un produit métallurgique et une turquoise du Sinaï |                   |
| 33 - 57   | Georges Legrain                            | Notes d’inspection, • XXX, Une statue de Montouhoptou Nibhepetrî. • XXXI, Le roi Thoutmôsis V (?). • XXXII, Sur un cas de totétisme moderne. • XXXIII, Sur quelques premiers prophètes d'Amon de la décadence thébaine. • XXXIV, Sur un fragment de statue d'Osiris. • XXXV, Sur un certain Horus dit "le chat". • XXXVI, Une table d'offrandes de Nitocris |                   |
| 58 - 60   | Gaston Maspero                             | La chapelle d’Asfoun |                   |
| 61 - 63   | Georges Daressy                            | Deux figurations de girafe |                   |
| 64 - 70   | Friedrich Wilhelm von Bissing et M. Reach  | Bericht über die Malerische Technik der Hawata Fresken im Museum von Kairo |                   |
| 71 - 77   | Gaston Maspero et Arthur Weigall           | Troisième rapport sur la défense de Philæ |                   |
| 78 - 86   | Joseph Bonomi                              | Topographical Notes on Western Thebes Collected in 1830 |                   |
| 87 - 94   | Ahmed bey Kamāl                            | Sébennytos et son temple |                   |
| 95 - 96   | A. Naguib                                  | Une conduite d’eau à Kom el-Nakhla |                   |
| 97 - 109  | Alexandre Barsanti                         | Rapport sur les travaux exécutés à Edfou en 1902-1905 (réparations et consolidations) |                   |
| 110       | Alexandre Barsanti                         | Lettre de M. Barsanti sur la découverte des restes d’un petit couvent copte près de Zaouyet el-Aryân |                   |
| 111 - 113 | S. J. Arif                                 | Découverte d’une tombe chrétienne près de Samallout |                   |
| 113 - 114 | A. Aclimandos                              | Sobhi Effendi Arif |                   |
| 115 - 120 | Georges Daressy                            | Un poignard du temps des rois pasteurs |                   |
| 121 - 141 | Arthur Weigall                             | A Report on the Excavation of the Funeral Temple of Thoutmosis III at Gurneh |                   |
| 142       | Gaston Maspero                             | Sur un scarabée de Sabacon |                   |
| 143 - 144 | Campbell Cowan Edgar                       | Tombs at Abou Billou |                   |
| 145 - 149 | E. Breccia                                 | Note epigrafiche |                   |
| 150 - 154 | Émile Baraize                              | Sur quelques travaux de consolidation exécutés en février et mars 1906 |                   |
| 155 - 182 | Georges Daressy, A. C. Mace et Edwin Smith | An Account of the Mummy of a Priestess of Amen, Supposed to be Ta-usert-em-suten-pa |                   |
| 183 - 192 | Georges Legrain                            | Notes d’inspection, • XXXVII, Sur le temple Manakhpirri-henq-ankh. • XXXVIII, Sur le premier prophète d'Amon Harmakhouti et quelques-uns de ses contemporains |                   |
| 193 - 204 | G. Schweinfurth                            | Die Entdeckung des wilden Urweizens in Pälastina |                   |
| 205 - 212 | Campbell Cowan Edgar                       | Report on an Excavation at Toukh el-Qaramous |                   |
| 213 - 220 | Gustave Lefebvre                           | Une chapelle de Ramsès II à Abydos |                   |
| 221 - 225 | E. Breccia                                 | Un gruppo di Dionysos e fauno rinvenuto in Alessandria |                   |
| 226 - 227 | Georges Legrain                            | Deux stèles inédites |                   |
| 228 - 231 | Georges Legrain                            | Sur quelques monuments d’Aménôthès IV provenant de la cachette de Karnak |                   |
| 232 - 240 | Ahmed bey Kamāl                            | Rapport sur quelques localités de la Basse-Égypte |                   |
| 241 - 249 | L. Barry                                   | Notice sur quelques pierres gnostiques |                   |
| 250 - 256 | Wilhelm Spiegelberg                        | Nachlese zu den demotischen Inschriften des Catalogue général des antiquités égyptiennes du Musée du Caire |                   |
| 257 - 286 | Alexandre Barsanti et Gaston Maspero       | Fouilles de Zaouiét el-Aryân (1904-1905) |                   |

## Numéro 8, paru en 1907
| Pages                      | Auteur(s)                                   | Titre | Texte sur Gallica |
| -------------------------- | ------------------------------------------- | --- | ----------------- |
| 1 - 2                      | Ahmed bey Kamāl                             | Rapport sur une inspection faite à Tell el-Waqa | ✔️                |
| 3 - 38                     | Georges Daressy                             | Les cercueils des prêtres d’Ammon (deuxième trouvaille de Deir el-Bahari) | ✔️                |
| 39 - 50                    | Arthur Weigall                              | Report on some Objects Recently Found in Sebakh and other Diggings | ✔️                |
| 51 - 59                    | Georges Legrain                             | Notes d’inspection • XXXIX, Le nom d'Horus de Darius. • XL, Sur le premier prophète d'Amon fils de . • XLI, Sur l'époque des bracelets à tête de lion. • XLII, Sur la statuette n° 42047 du Caire. • XLIII, Sur une variante du protocole royal d'Apriès. • XLIV, Sur le titre et le premier prophète d'Amon Mînmontou. • XLV, Sur les , Mahasaou. • XLVI, Fragment de stèle d'Harmhabi                                   | ✔️                |
| 60 - 61                    | James Edward Quibell                        | Babylonian Cylinder from Memphis | ✔️                |
| 62 - 76                    | E. Breccia                                  | Les fouilles dans le Sérapéum d’Alexandrie en 1905-1906 | ✔️                |
| 77 - 96                    | G. Biondi                                   | Inscriptions coptes | ✔️                |
| 97 - 105                   | A. H. Sayce                                 | Excavations at Gebel Silsila | ✔️                |
| 106 - 107                  | Arthur Weigall                              | Report on the Discovery of Part of a Temple at Asfun | ✔️                |
| 108 - 112                  | G. E. Smith, Georges Daressy, et A. C. Mace | Report on the Unwrapping of the Mummy of Menephtah | ✔️                |
| 113 - 115                  | Arthur Weigall                              | Report on Work Done in the Temple of Luxor in 1905-1906 | ✔️                |
| 116 - 119                  | L. Cayeux                                   | Examen de quelques roches employées par les Égyptiens dans la construction, dans la bijouterie et dans la confection des moules pour la fonderie de bijouterie | ✔️                |
| 120 - 121                  | James Edward Quibell                        | Lintel of Merenptah at Mitrahineh | ✔️                |
| 122 - 129                  | Georges Legrain                             | Notes d’inspection • XLVII, Un génie-coustelier de Montoumhaît. • XLVIII, Sur le premier prophète | ✔️                |
| 130 - 131                  | E. Breccia                                  | Ancora del gruppo di Dionysos e fauno rinvenuto in Alessandria | ✔️                |
| 132 - 148                  | J. Garstang                                 | Excavations at Hierakonpolis, at Esna, and in Nubia | ✔️                |
| 149 - 153                  | T. Smolenski                                | Le tombeau d’un prince de la VIe dynastie à Charouna | ✔️                |
| 154 - 159                  | Campbell Cowan Edgar                        | Notes from the Delta • I, Clay Sealings from Thmouis. • II, Inscribed Potsherds from Naukratis. • III, Submerged Graves. • IV, A Greek Inscription from Behera | ✔️                |
| 160                        | Émile Charles Albert Brugsch                | Sur une statuette de Ptah-Patèque | ✔️                |
| 161 - 183                  | G. Biondi                                   | Inscriptions coptes (suite et fin) | ✔️                |
| 184 - 191                  | G. Schweinfurth                             | Aegyptische Relikten im Äthiopischen Süden | ✔️                |
| 192                        | Alexandre Barsanti                          | Quelques recherches à Dahchour | ✔️                |
| 193 - 200                  | Émile Baraize                               | Déblaiement du Ramesséum | ✔️                |
| 201 - 210                  | Alexandre Barsanti                          | Fouilles de Zaouiét el-Aryân (1904-1905-1906) | ✔️                |
| 211 - 223                  | Mohammed Effendi Chabân                     | Fouilles à Achmounéîn | ✔️                |
| 224 - 232                  | Alexandre Barsanti                          | Rapport sur les travaux du grand temple d’Edfou | ✔️                |
| 233 - 236                  | Alexandre Barsanti                          | Rapport sur la découverte à Edfou des ruines d’un temple ramesside | ✔️                |
| 237 - 241                  | Georges Daressy                             | Un tracé égyptien d’une voûte elliptique | ✔️                |
| 242 - 247                  | Georges Daressy                             | Fragments de stèles de la XIe dynastie | ✔️                |
| 248 - 275                  | Georges Legrain                             | Notes d’inspection • XLIX, Le roi Ougaf et la plaquette Rubensohn. • L, Sur les lampes à sept becs et la prière "qandil". • LI, Sur la confrérie d'Asit Mirithoti. • LII, Un duplicata de la grande stèle de Toutankhamanou à Karnak. • LIII, Sur le premier prophète d'Amon Khonsouemheb . • LIV, Sur Horsiesi fils de Abitourrî . • LV, Sur , , , Poubasa. • LVI, Sur Neboua premier prophète d'Amon de Diospolis Parva | ✔️                |
| 276 - 280                  | Campbell Cowan Edgar et Gaston Maspero      | The Sarcophagus of an Unknown Queen | ✔️                |
| 280 (bas de la page) - 281 | Georges Daressy                             | Une princesse inconnue d’époque saïte | ✔️                |
| 282 - 283                  | Gaston Maspero                              | Sur une statuette de chanteur en bronze | ✔️                |
| 284 - 285                  | Georges Daressy                             | Une hache avec inscription dédicadoire | ✔️                |
| 286                        | Arthur Weigall                              | Note additionnelle. Plan of the Mortuary Temple of Thoutmose III | [ ]               |

## Numéro 9, paru en 1908
| Pages     | Auteur(s)                            | Titre | Texte sur Gallica |
| --------- | ------------------------------------ | --- | ----------------- |
| 1 - 2     | Alexandre Barsanti                   | Stèle inédite au nom du roi Radadouhotep Doudoumès |                   |
| 3 - 6     | T. Smolenski                         | Les vestiges d’un temple ptolémaïque à Kom-el-Ahmar, près de Charouna |                   |
| 7         | Alfred Lucas                         | On a Sample of Varnish from the Temple at Deir el-Bahri |                   |
| 8 - 30    | Ahmed bey Kamāl                      | Fouilles à Gamhoud |                   |
| 31        | Georges Daressy                      | Sur un pseudo Séthos de la XXIe dynastie |                   |
| 32 - 53   | Hippolyte Ducros                     | Étude sur les balances égyptiennes |                   |
| 54 - 60   | Georges Legrain                      | Notes d’inspection, • LVII, Sur le premier prophète d'Amon Minmontou et son tombeau à Drah Abou'l Neggah. • LVIII, Sur le prince Tonofir. • LIX, Sur Nofir-hir , premier prophète d'Amon                                                       |                   |
| 61 - 63   | Georges Daressy                      | Le cercueil du roi Kamès |                   |
| 64 - 69   | Georges Daressy                      | Une nouvelle forme d’Amon |                   |
| 70        | Georges Daressy                      | Sur un nouveau roi du Moyen Empire |                   |
| 71 - 84   | Arthur Weigall                       | A Report on the So-Called Temple of Redesiyeh |                   |
| 85 - 91   | Ahmed bey Kamāl                      | Notes prises au cours des inspections |                   |
| 92 - 93   | T. Smolenski                         | Une intaille gnostique provenant du Fayoum |                   |
| 94        | T. Smolenski                         | Le nom géographique ou |                   |
| 95 - 96   | Georges Daressy                      | Sur la reine Aahmès-Henttamahou |                   |
| 96        | Georges Daressy                      | Note rectificative |                   |
| 97 - 104  | D. Covington                         | Report on a Summary Exploration of Wady el Kittar |                   |
| 105 - 112 | Arthur Weigall                       | Upper Egyptian Notes |                   |
| 113 - 117 | Ahmed bey Kamāl                      | Fouilles à Atfih |                   |
| 118 - 136 | Arthur Weigall                       | A Report on the Tombs of Shêkh Abd’ el Gûrneh and El Assasîf |                   |
| 137 - 138 | Georges Daressy                      | Les parents de la reine Teta-chera |                   |
| 139 - 140 | Georges Daressy                      | Note sur des pierres antiques du Caire |                   |
| 141 - 147 | Ahmed bey Kamāl                      | Borollos |                   |
| 148 - 149 | Gaston Maspero                       | Un encensoir copte |                   |
| 150 - 151 | Georges Daressy                      | Stèle d’un prince Antef |                   |
| 152 - 153 | Georges Daressy                      | Canopes à formules nouvelles |                   |
| 154 - 157 | Georges Daressy                      | Construction d’un temple d’Apis par Nectanébo Ier |                   |
| 158 - 161 | Gustave Lefebvre                     | Notes sur Khawaled |                   |
| 162 - 171 | G. Schweinfurth                      | Brief aus Biskra |                   |
| 172 - 183 | Gustave Lefebvre                     | Égypte chrétienne, • I, Quelques inscriptions grecques |                   |
| 184 - 189 | Gaston Maspero                       | Notes de voyage, I-III |                   |
| 190       | T. Smolenski                         | Fragment d’une inscription grecque de l’empereur Trajan |                   |
| 191 - 192 | Ahmed bey Kamāl                      | Notes prises au cours des inspections |                   |
| 193 - 203 | P. Casanova                          | Note sur des papyrus arabes du musée égyptien |                   |
| 204 - 207 | T. Smolenski                         | Le couvent copte de Saint-Samuel à Galamoun |                   |
| 208 - 210 | Alexandre Barsanti et Gaston Maspero | Nouveau rapport sur la défense de Philæ |                   |
| 211 - 212 | Jean Clédat                          | Un couvercle de sarcophage anthropoïde de Tell el-Maskhoutah |                   |
| 213 - 230 | Jean Clédat                          | Notes d’archéologie copte |                   |
| 231 - 242 | Gustave Lefebvre                     | Égypte gréco-romaine. • I, Crocodilopolis. I, Un Qohriei~ou à Crocodilopolis. • II, Un précepteur de Ptolémée Alexandre Ier. • III, Titulature complète de Ptolémée Soter II. • IV, Sou`co_... [Ptolemaivou] watrpavvtwr. • V, Fragment romain |                   |
| 243 - 245 | P. Perdrizet                         | Trofeu;_ kai tiqhno;_ tou' niJou' tou' Basilevw_ |                   |
| 246 - 258 | J. Maspero                           | Bracelets-amulettes d’époque byzantine |                   |
| 259 - 266 | B. Buckley                           | Note on an Egyptian Tomb in Baharia Oasis |                   |
| 267 - 270 | J. Maspero                           | Inscriptions romaines à Abou-Dourouah (Nubie) |                   |
| 271 - 284 | Georges Legrain                      | Notes d’inspection, • LX. Sur le roi Marnofirrî .br>• LXI, Sur une stèle achetée à Louqsor. • LXII, Sur un signe cunéiforme tracé sur une statuette funéraire égyptienne                                                                       |                   |
| 285 - 286 | Gaston Maspero                       | Sur une variété de figurines funéraires inconnue jusqu’à présent |                   |

## Numéro 10, paru en 1910
| Pages     | Auteur(s)               | Titre | Texte sur Gallica |
| --------- | ----------------------- | --- | ----------------- |
| 1 - 4     | Gaston Maspero          | Suite de la note sur un temple mystérieux qui existerait dans le désert à l’ouest du Saîd |                   |
| 5 - 13    | Gaston Maspero          | Notes de voyage, IV-IX |                   |
| 14 - 16   | Gaston Maspero          | Sur des bruits entendus à Edfou dans la matinée pendant qu’on réparait le temple |                   |
| 17 - 20   | J. Maspero              | Le roi Mercure à Tâfah |                   |
| 21 - 23   | Georges Daressy         | La semaine des Égyptiens |                   |
| 24 - 25   | G. Mille                | Note sur une inscription liturgique d’Égypte |                   |
| 26 - 27   | T. Smolenski            | Nouveaux vestiges du temple de Kom-el-Ahmar près de Charouna |                   |
| 28 - 30   | Mohammed Effendi Chabân | Monuments recueillis pendant mes inspections |                   |
| 31 - 33   | Wilhelm Spiegelberg     | Eine demotische Inschrift vom Gebel el-Tarif |                   |
| 34 - 35   | D. Covington            | Altar of Ptolemy Neos Dionysos XIII |                   |
| 36 - 40   | Georges Daressy         | Socle de statue de Coptos |                   |
| 41 - 49   | Georges Daressy         | La tombe de la mère de Chéfren |                   |
| 50 - 65   | Gustave Lefebvre        | Égypte chrétienne, II. • A. À propos de saint Luc. • B. Inscriptions coptes. • C. Inscriptions grecques |                   |
| 66 - 90   | Henri Gauthier          | Cinq inscriptions grecques de Kalabchah (Nubie) |                   |
| 91 - 96   | Gaston Maspero          | Thadée Smolenski (1884-1909) |                   |
| 97 - 100  | P. Heuré                | Découverte d’une statuette de la déesse Néith dans le sol de Paris |                   |
| 101 - 113 | Georges Legrain         | Notes d’inspection, • LXIII, Sur le roi Thotiemhat et la statue de Djaenhesrit. • LXIV, Sur une statue du roi Ougaf. • LXV, Sur un oushebti du temps de Khouniatonou et le scarabée n°5993 de Turin. • LXVI, Sur la mère d'Ameniritis Ire                                                                                                 |                   |
| 114 - 115 | T. Boulos               | A Report on some Antiquities Found in the Inspectorate of Minieh |                   |
| 116 - 121 | Ahmed bey Kamāl         | Rapport sur les fouilles du comte de Galarza |                   |
| 122 - 124 | Henri Gauthier          | Quelques fragments trouvés à Amada |                   |
| 125 - 130 | Henri Gauthier          | Note additionnelle aux inscriptions grecques de Kalabchah |                   |
| 131 - 144 | Gaston Maspero          | Notes de voyage, X-XIII |                   |
| 145 - 154 | Ahmed bey Kamāl         | Rapport sur les fouilles faites dans la montagne de Sheîkh Saîd |                   |
| 155 - 172 | Gustave Lefebvre        | Égypte gréco-romaine. II, Crocodilopolis (suite) et Théadelphie. • VI, Ptoleuai;_ Evvujergevti_. • VII, Autel. • VIII. Un Bonzasliei~on à Crocodilopolis. • IX, Un fragment d'une interdiction. • X, Ex-voto. • XI, Ex-voto à Sokonnobchnoubis. • XII-XIII, Théadelphie et le temple de Pnéphérôs. • XIV, Une dédicace de l'année 172/171 |                   |
| 173 - 176 | J. Maspero              | Sur quelques objets coptes du Musée du Caire |                   |
| 177 - 179 | Georges Daressy         | Neith protectrice du sommeil |                   |
| 180 - 182 | Georges Daressy         | La semaine des Égyptiens, II |                   |
| 183 - 184 | Georges Daressy         | Cartouche d’un roi éthiopien sur un objet trouvé à Mit Rahineh |                   |
| 185 - 186 | Ahmed bey Kamāl         | Un monument nouveau du pharaon Khatouî |                   |
| 187 - 190 | É. Combe                | Deux épitaphes musulmanes sur une pierre d’autel copte |                   |
| 191 - 192 | Henri Édouard Naville   | La plante de Horbéit |                   |
| 193 - 208 | Henri Gauthier          | Variétés historiques, • I, Les fils royaux de Nekhabit (El-Kab). • II, Le protocole de Thoutmôsis IV. • III, Les noms de Toutânkhamon. • IV, La princesse Bakit-Amon |                   |
| 209 - 237 | Jean Clédat             | Notes sur l’isthme de Suez. Autour du lac de Baudouin |                   |
| 238 - 239 | Jean Clédat             | Sur un temple mystérieux qui existerait au désert. Lettre à M. Gaston Maspero |                   |
| 240 - 253 | Hippolyte Ducros        | Deuxième étude sur les balances égyptiennes |                   |
| 254 - 257 | Georges Daressy         | Une trousse de médecin copte |                   |
| 258 - 259 | Georges Legrain         | Notes d’inspection, LXVII. Sur une statue du Moyen Empire trouvée à Karnak |                   |
| 260 - 284 | Gustave Lefebvre        | Égypte chrétienne, III, • A. Grotte de la Basse Thébaïde. • B. Inscriptions coptes. • C. Inscriptions grecques |                   |
| 285 - 286 | T. Boulos               | Report on some Excavations at Tuna |                   |